# Hünenbett ohne Kammer von Boltersen
Das Hünenbett ohne Kammer von Boltersen (Fundstellennummer 47) liegt etwa 12 Kilometer östlich von Lüneburg in Niedersachsen. Es ist eine von einst drei eng benachbarten, ihrer Findlinge beraubten Megalithanlagen am Uhlenberg, wovon eine wiederhergestellt wurde. Das Hünenbett entstand zwischen 3500 und 2800 v. Chr. als Megalithanlage der Trichterbecherkultur (TBK).

## Beschreibung
Vor der Rekonstruktion des kammerlosen Hünenbettes wurde die Anlage archäologisch untersucht. Im Westteil des anhand der Standspuren der Einfassung rekonstruierbaren Langbettes fanden sich Reste einer hölzernen Kammer und querschneidige Pfeilspitzen sowie Scherben eines frühneolithischen Trichterbechers. Die Anlage wurde mittels Findlingen zu einem 30 Meter langen Hünenbett ausgebaut. Mittelneolithische Keramik (Typ Alttiefstich) die neben dem Langbett gefunden wurde, weist auf den Fortbestand von Aktivitäten an der Anlage hin.
Gegen Ende der Jungsteinzeit wurden im Bereich der einstigen Holzkammer zwei Gräber in den Hügel gegraben. Beide Bestattungen hatten einen Feuersteindolch und Keramik als Beigabe. In die in Dänemark Dolchzeit genannte Endphase des Neolithikums gehört auch ein zwischen zwei Findlingen der Nordostseite des Langbettes vergrabener Hort, der aus drei Felsgesteinsäxten und einem Feuersteinbeil bestand.
Die etwa 300 Gräber auf dem Buckelgräberfeld von Boltersen, deren Bezugspunkt das rekonstruierte Großsteingrab ist, gehören in die Jüngere Kaiserzeit (3. bis 5. Jahrhundert n. Chr.). Auf dem Gräberfeld wurde unter unbekannten Umständen eine bronzene Schwanenfibel gefunden. Das gegossene und nachgravierte Stück ist 6,6 Zentimeter lang. Das Design des Stückes aus dem 8. Jahrhundert zeigt inselbritischen Einfluss und ist ein Unikat.
Um Boltersen finden sich Reste der kammerlosen Hünenbetten von Bavendorf und Horndorf. Ein Gräberfeld mit 45 Hügeln liegt im Wald bei Rullstorf. Auf dem Kronsberg bei Rullstorf Landkreis Lüneburg wurde von 1979 bis 2009 eine umfangreiche archäologische Flächengrabung durchgeführt. Im Rahmen der Grabungen fanden die Wissenschaftler ein großes Körper- und Brandgräberfeld aus spätsächsischer Zeit (7.–8. Jahrhundert), dessen Untersuchung aufschlussreiche und interessante Erkenntnisse zu Tage brachte. In Rullstorf findet sich eines der größten Pferdegräberfelder Deutschlands, das zugleich zu den wichtigen Fundstellen dieser Art in Europa zählt.